# Spelmanspojkarna
Spelmanspojkarna var en så kallad "gammaldansorkester", bildad i Göteborg 1922. Violinisten Selmer Selwers (1898-1983) var grundare och ledare för orkestern som bestod av dragspel, piano, tre fioler, banjo och (ibland) trummor.
Från 1925 spelade orkestern sju kvällar per vecka på Lisebergs "gamla" dansbana, senare kallad Polketten. Ett engagemang som varade fram till slutet av 1940-talet och följdes av en spelning per vecka under några kommande år. Enligt uppgift på Internet upplöstes orkestern 1960.  
År 1935 bestod gruppen av: 
Selmer Selwers, violin. 
Bertil Levén, violin. 
Erland Esper, dragspel. 
Ernst Appelkvist, altsaxfon. 
Harald Bäckman, piano. 
Mindus Wahlström, (1906–1986), banjo. (även violin). 
Medlemmar av gruppen vid andra tider var: 
Gundtram Berndtsson, (1904–1934), violin. 
Allan Ahlqvist och Ragnar Karlsson, violin. 
Erik Johansson, dragspel. 
Spelmanspojkarna medverkade återkommande i radions utsändningar av "gammal dansmusik", delvis med egna program. Ett 60-tal inspelningar finns bevarade, gjorda på skivmärkena Polydor, Polyphon och Sonora.
Diskografi: http://musiknostalgi.atspace.cc/spelmans.htm
Internet Archive 
Namnet Spelmanspojkarna har under senare år tagits i bruk av andra orkestrar.